# 北欧こじらせ日記
『北欧こじらせ日記』（ほくおうこじらせにっき）は、週末北欧部chikaによる日本のコミックエッセイ作品。2022年2月18日に世界文化社から刊行された。
大学時代にフィンランドに一目惚れして以来、フィンランド一色の暮らしをする会社員が、フィンランドへの移住を志すまでの物語。
2022年8月25日には続編となる『北欧こじらせ日記 移住決定編』が同社から刊行されている。
テレビ東京系列にて、テレビドラマ化され、2022年10月5日から10月26日まで放送された。

## 書誌情報
- 週末北欧部chika『北欧こじらせ日記』世界文化社、2022年2月18日発売、ISBN 978-4-418-21507-2
  - 『北欧こじらせ日記 移住決定編』[5]、2022年8月25日発売、ISBN 978-4-418-22502-6

## テレビドラマ
2022年10月5日（4日深夜）から10月26日（25日深夜）まで、テレビ東京系列の「ドラマチューズ!」枠にて放送された。主演は本田仁美（AKB48）。
本田はAKB（第1期）並びに:IZ*ONEとして活動していた頃は染髪をしていたが、今回のドラマ主演に際して、役作りの一環として生来の黒髪に戻した。

### キャスト

#### 主要人物
大鳥縞子〈23〉
演 - 本田仁美（AKB48）（8歳時：志水心音）
東京の旅行代理店「わくわくツーリズム」で働く女性。大学時代に旅行したフィンランドに一目ぼれする。
給料を注ぎ込み生活を北欧一色に拗らせていたが、旅行代理店が倒産したため人材派遣会社「ジョブN」に再就職する。
いつしかフィンランドへ寿司職人として移住することを夢見る。
宮崎紘人〈25〉
演 - 萩原利久
縞子の大学時代からの彼氏。超合理主義で縞子の突拍子のない計画に現実的なダメ出しをする。
佐伯眞尋
演 - 花柳のぞみ
縞子の北欧好き仲間。SNSで縞子が呼びかけた、週末に北欧好きの集うピクニックに参加して知り合う。北欧デザインに惹かれて北欧好きとなった。

#### 周辺人物
福田守
演 - 杉山ひこひこ
人材派遣会社「ジョブN」の営業部部長。失業した縞子を自社の営業部にスカウトする。
縞子がフィンランドで寿司職人になる夢を応援し、縞子がフィンランド視察するための休暇を調整する。

#### ゲスト

##### 第1話
旅行代理店のカップル客
演 - 円井わん、田辺歩
旅行先の提案を聞きに来るが、二人で盛り上がって縞子の提案をほとんど聞いていない。
「わくわくツーリズム」の社長
演  - 古谷朋弘
縞子に「わくわくツーリズム」が倒産することを告げる。
子供英会話教室の先生
演 - 大山真絵子
8歳の縞子にサンタクロースのことを教え、縞子がフィンランドに興味を持つきっかけを与える。
ベニースーパーのレジ係
演 - 堀桃子（第4話）
深夜にコルヴァプースティ（シナモンロール）が急に食べたくなった縞子が材料を買い出しに行ったスーパーの店員。
縞子の母
演 - 千賀由紀子（声の出演）（第2話）
縞子から「お母様」と電話がかかってきたことから、金を無心してくると察し、即座に電話を切る。

##### 第2話
はるはる
演 - 酒井優衣（第4話）
北欧好きの集うピクニックに参加した女性。フィンランド旅行で北欧に魅了された。
トッカ
演 - 森啓一朗（第4話）
北欧好きの集うピクニックに参加した男性。北欧の音楽が好き。ロンケロを持参する。
のるでぃ
演 - 秋月三佳（第4話）
北欧好きの集うピクニックに参加した女性。北欧ブランドのマリメッコ好き。カレリアパイを持参する。
ペイッコ
演 - 諏訪珠理（第4話）
北欧好きの集うピクニックに参加した男性。ムーミン好きで北欧にハマった。
飛び込み営業の客
演 - 瑚海みどり（声の出演）
縞子の飛び込み営業の電話に、何故か急に説教を始める女性。

##### 第3話
竹本千鶴
演 - 桃生亜希子（第4話）
縞子の週末バイト先のカフェ「Mellow Cafe」のオーナー。大人の常連客がゆったりくつろげるように15歳以下、6名以上の客を断るルールを厳守している。
縞子がフィンランドで寿司職人になる夢を応援する。

##### 第4話
サンタクロース
演 - ヴィクター・カサレ
縞子の夢の中に現れ、マグロの寿司を握って8歳の縞子に与える。

### スタッフ
- 原案 - 週末北欧部chika『北欧こじらせ日記』（世界文化社）
- 脚本 - 錦織伊代
- 監督 - 石橋夕帆
- 音楽 - 松尾真之介[15]
- 主題歌 - あれくん「うたたね」（USM JAPAN）[16]
- 協力プロデューサー - 田中佐知彦（IPPO）
- チーフプロデューサー - 大和健太郎（テレビ東京）
- プロデューサー - 田中智子（テレビ東京）、吉見健士（共同テレビジョン）、佃敏史（共同テレビジョン）
- 制作協力 - 共同テレビジョン
- 製作著作 - テレビ東京

### 放送日程
| 各話   | 放送日   | サブタイトル           |
| ------ | -------- | ---------------------- |
| 第1話  | 10月05日 | 真夜中のシナモンロール |
| 第2話  | 10月12日 | 週末北欧ピクニック     |
| 第3話  | 10月19日 | コーヒーと沈黙         |
| 最終話 | 10月26日 | こじらせ旅の行方       |

### 放送局
| 放送期間           | 放送時間                     | 放送局         | 対象地域       | 備考   |
| ------------------ | ---------------------------- | -------------- | -------------- | ------ |
| 10月5日 - 10月26日 | 水曜 0:30 - 1:00（火曜深夜） | テレビ東京     | 関東広域圏     | 製作局 |
|                    |                              | テレビ北海道   | 北海道         |        |
|                    |                              | テレビせとうち | 岡山県・香川県 |        |
|                    |                              | TVQ九州放送    | 福岡県         |        |
| 10月15日 - 11月5日 | 土曜 1:40 - 2:10（金曜深夜） | テレビ大阪     | 大阪府         |        |

### ネット配信
| 配信開始月 | 配信サイト         | 配信料金     | 備考                      |
| ---------- | ------------------ | ------------ | ------------------------- |
| 2022年10月 | ネットもテレ東     | 広告付き無料 | 見逃し配信                |
| 2022年10月 | TVer               | 広告付き無料 | 見逃し配信                |
| 2022年10月 | GYAO!              | 広告付き無料 | 見逃し配信                |
| 2022年10月 | Paravi             | 定額制有料   | 各話放送終了直後から配信  |
| 2022年10月 | ひかりTV           | 定額制有料   | 各話放送終了直後から配信  |
| 2022年10月 | U-NEXT             | 定額制有料   | 各話放送終了直後から配信  |
| 2022年10月 | Amazon Prime Video | 定額制有料   | 各話放送翌朝10:00から配信 |

| テレビ東京 水曜 0:30 - 1:00（火曜深夜）枠                                        | テレビ東京 水曜 0:30 - 1:00（火曜深夜）枠                                     | テレビ東京 水曜 0:30 - 1:00（火曜深夜）枠                                     |
| 前番組                                                                           | 番組名                                                                        | 次番組                                                                        |
| -------------------------------------------------------------------------------- | ----------------------------------------------------------------------------- | ----------------------------------------------------------------------------- |
| 超特急、地球を救え。 （2022年9月7日 - 9月28日） - この作品まで枠名無しのドラマ枠 | 北欧こじらせ日記 （2022年10月5日 - 10月26日） - 本作より「ドラマチューズ!」枠 | 完全に詰んだイチ子はもうカリスマになるしかないの （2022年11月2日 - 12月21日） |